# Manchester United F.C. mùa giải 2022–23
Mùa giải 2022–23 là mùa giải thứ 31 của Manchester United tại Premier League và là mùa thứ 48 liên tiếp thi đấu ở giải đấu cao nhất của bóng đá Anh. Ngoài ra, câu lạc bộ còn tham gia thi đấu tại FA Cup, EFL Cup và UEFA Europa League.

## Giao hữu
United đã xác nhận điểm đến đầu tiên trong chuyến du đấu của họ là ở Băng Cốc, Thái Lan để thi đấu với Liverpool tranh Bangkok Century Cup. Tiếp theo, Untied đến Melbourne, Úc để thi đấu giao hữu với Melbourne Victory và Crystal Palace. Một trận giao hữu thứ ba tại Úc gặp Aston Villa. Một chuyến đi đến Na Uy để thi đấu với  Atlético Madrid. Trận đấu trên sân nhà, trận đấu đầu tiên dưới thời Huấn luyện viên Erik ten Hag khi tiếp đón Rayo Vallecano vào ngày 31 tháng 7.
| Ngày                 | Đối thủ           | H / A | Kết quả F–A | Tỷ số                                                          | Số khán giả |
| -------------------- | ----------------- | ----- | ----------- | -------------------------------------------------------------- | ----------- |
| 12 tháng 7 năm 2022  | Liverpool         | N     | 4–0         | Sancho 12', Fred 30', Martial 33', Pellistri 76'               | 50,248      |
| 15 tháng 7 năm 2022  | Melbourne Victory | N     | 4–1         | McTominay 43', Martial 45+1', Rashford 78', Lupancu 90' (o.g.) | 74,157      |
| 19 tháng 7 năm 2022  | Crystal Palace    | N     | 3–1         | Martial 17', Rashford 48', Sancho 59'                          | 76,499      |
| 23 tháng 7 năm 2022  | Aston Villa       | N     | 2–2         | Sancho 25', Cash 42' (o.g.)                                    | 58,228      |
| 27 tháng 7 năm 2022  | Wrexham           | H     | 4-1         | Eriksen, Garnacho, Amad, Telles                                | 0           |
| 30 tháng 7 năm 2022  | Atlético Madrid   | N     | 0–1         |                                                                | 26,129      |
| 31 tháng 7 năm 2022  | Rayo Vallecano    | H     | 1–1         | Diallo 48'                                                     | 68,663      |
| 8 tháng 12 năm 2022  | Cádiz             | A     | 2–4         | Martial 21' (p), Mainoo 48'                                    | 14,927      |
| 11 tháng 12 năm 2022 | Real Betis        | A     | 0–1         |                                                                | 11,839      |

## Premier League

### Các trận đấu
Lịch thi đấu Giải bóng đá Ngoại hạng Anh 2022–23 vào ngày 16 tháng 6 năm 2022.
Mùa giải sẽ bắt đầu bằng trận đấu trên sân nhà với Brighton & Hove Albion vào ngày 7 tháng 8 năm 2022.
| Ngày                 | Đối thủ                 | H / A | Kết quả F–A | Tỷ số                                                         | Số khán giả | Giải đấu Vị trí xếp hạng |
| -------------------- | ----------------------- | ----- | ----------- | ------------------------------------------------------------- | ----------- | ------------------------ |
| 7 tháng 8 năm 2022   | Brighton & Hove Albion  | H     | 1–2         | Mac Allister 68' (l.n.)                                       | 73,711      | 14                       |
| 13 tháng 8 năm 2022  | Brentford               | A     | 0–4         |                                                               | 17,051      | 20                       |
| 23 tháng 8 năm 2022  | Liverpool               | H     | 2–1         | Sancho 16', Rashford 53'                                      | 74,147      | 14                       |
| 27 tháng 8 năm 2022  | Southampton             | A     | 1–0         | Fernandes 55'                                                 | 31,196      | 5                        |
| 2 tháng 9 năm 2022   | Leicester City          | A     | 1–0         | Sancho 23'                                                    | 32,226      | 8                        |
| 4 tháng 9 năm 2022   | Arsenal                 | H     | 3–1         | Antony 35', Rashford 66', 75'                                 | 74,310      | 5                        |
| 2 tháng 10 năm 2022  | Manchester City         | A     | 3–6         | Antony 56', Martial 84', 90'                                  | 53,475      | 6                        |
| 10 tháng 10 năm 2022 | Everton                 | A     | 2–1         | Antony 15', Ronaldo 44'                                       | 39,258      | 5                        |
| 15 tháng 10 năm 2022 | Newcastle United        | H     | 0–0         |                                                               | 73,726      | 5                        |
| 20 tháng 10 năm 2022 | Tottenham Hotspur       | H     | 2–0         | Fred 47', Fernandes 69'                                       | 73,677      | 5                        |
| 22 tháng 10 năm 2022 | Chelsea                 | A     | 1–1         | Casemiro 90+4                                                 | 39,503      | 5                        |
| 30 tháng 10 năm 2022 | West Ham United         | H     | 1–0         | Rashford 38'                                                  | 73,682      | 5                        |
| 6 tháng 11 năm 2022  | Aston Villa             | A     | 1–3         | Ramsey 45' (l.n.)                                             | 42,058      | 5                        |
| 13 tháng 11 năm 2022 | Fulham                  | A     | 2–1         | Eriksen 14', Garnacho 90+3'                                   | 24,246      | 5                        |
| 27 tháng 12 năm 2022 | Nottingham Forest       | H     | 3–0         | Rashford 19', Martial 22', Fred 87'                           | 73,608      | 5                        |
| 31 tháng 12 năm 2022 | Wolverhampton Wanderers | A     | 1–0         | Rashford 76'                                                  | 31,658      | 4                        |
| 3 tháng 1 năm 2023   | Bournemouth             | H     | 3–0         | Casemiro 23', Shaw 49', Rashford 86'                          | 73,322      | 4                        |
| 14 tháng 1 năm 2023  | Manchester City         | H     | 2-1         | Fernandes 78', Rashford 82'                                   | 73,546      | 4                        |
| 18 tháng 1 năm 2023  | Crystal Palace          | H     | 1-1         | Fernandes 44'                                                 | 35,853      | 3                        |
| 21 tháng 1 năm 2023  | Arsenal                 | A     | 2-3         | Rashford 17', Martínez 59                                     | 60,325      | 4                        |
| 4 tháng 2 năm 2023   | Crystal Palace .        | A     | 2-1         | Fernandes7' (pen), Rashford 62'                               | 73,420      | 3                        |
| 8 tháng 2 năm 2023   | Leeds United            | H     | 2-2         | Rashford 80', Garnacho 85'                                    | 73,456      | 3                        |
| 12 tháng 2 năm 2023  | Leeds United            | A     | 2-0         | Rashford 85', Garnacho 88'                                    | 36,919      | 3                        |
| 18 tháng 2 năm 2023  | Leicester City          | H     | 3-0         | Rashford 25', 56', Sancho 61'                                 | 73,578      | 3                        |
| 4 tháng 3 năm 2023   | Liverpool               | A     | 0-7         |                                                               | 53,001      | 3                        |
| 11 tháng 3 năm 2023  | Southampton             | H     | 0-0         |                                                               | 73,439      | 3                        |
| 1 tháng 4 năm 2023   | Newcastle United        | A     | 0-2         |                                                               | 52,268      | 4                        |
| 6 tháng 4 năm 2023   | Brentford               | H     | 1-0         | Rashford 27'                                                  | 73,309      | 4                        |
| 8 tháng 4 năm 2023   | Everton                 | H     | 2-0         | McTominay 36', Martial 71'                                    | 73,509      | 4                        |
| 15 tháng 4 năm 2023  | Nottingham Forest       | A     | 2-0         | Antony 32', Dalot 76'                                         | 29,435      | 3                        |
| 25 tháng 4 năm 2023  | Tottenham Hotspur       | A     | 2-2         | Sancho 7', Rashford 44'                                       | 61,586      | 4                        |
| 29 tháng 4 năm 2023  | Aston Villa             | H     | 1-0         | Fernandes 39'                                                 | 73,592      | 4                        |
| 4 tháng 5 năm 2023   | Brighton & Hove Albion  | A     | 0-1         |                                                               | 31,577      | 4                        |
| 7 tháng 5 năm 2023   | West Ham United         | A     | 0-1         |                                                               | 62,477      | 4                        |
| 13 tháng 5 năm 2023  | Wolverhampton Wanderers | H     | 2-0         | Martial 32', Garnacho 90+4'                                   | 73,570      | 4                        |
| 20 tháng 5 năm 2023  | Bournemouth             | A     | 1-0         | Casemiro 9'                                                   | 10,240      | 4                        |
| 25 tháng 5 năm 2023  | Chelsea                 | H     | 4-1         | Casemiro 6', Martial 45+6', Fernandes 73' (pen), Rashford 78' | 73,651      | 3                        |
| 28 tháng 5 năm 2023  | Fulham                  | H     | 2-1         | Sancho 39', Fernandes 55'                                     | 73,465      | 3                        |

1. ↑  Trận đấu này, ban đầu được lên lịch vào ngày 11 tháng 9 năm 2022, tuy nhiên đã bị hoãn do  tang lễ của nữ hoàng Elizabeth II.[11][12]
2. ↑  Trận đấu này, ban đầu được lên lịch vào ngày 11 tháng 9 năm 2022, tuy nhiên đã bị hoãn do  tang lễ của nữ hoàng Elizabeth II.[11][12]
3. ↑  Trận đấu này, ban đầu được lên lịch vào ngày 26 tháng 2 năm 2023, đã bị dời lại do Manchester United phải đá chung kết EFL Cup.
4. ↑  Trận đấu này, ban đầu được lên lịch vào ngày 19 tháng 3 năm 2023, đã bị dời lại do cả hai đội đều tham dự vòng tứ kết FA Cup.
5. ↑  Trận đấu này, ban đầu được lên lịch vào ngày 22 tháng 4 năm 2023, đã bị dời lại do Manchester United phải đá chung kết FA Cup.

## Cúp EFL
Vì Man Utd sẽ cạnh tranh trong một giải đấu của UEFA, họ sẽ vào vòng 3 của Cúp EFL 2022–23. Họ đã bốc thăm gặp Aston Villa và trận đấu sẽ diễn ra tại Old Trafford vào ngày 10 tháng 11 năm 2022. United có trận ra mắt thủ môn Martin Dúbravka, người đã giữ sạch lưới trong hiệp một, nhưng đến phút thứ ba của hiệp hai thì United bị dẫn trước bởi bàn thắng của Ollie Watkins. Anthony Martial gỡ hoà chỉ sau 19 giây tính từ lúc bàn thắng của hội khách. Phút 60, Leon Bailey đã ghi bàn thắng giúp đội khách vượt lên sau sai lầm của Diogo Dalot. Marcus Rashford đã gỡ hoà 6 phút sau đó, trước khi Bruno Fernandes và Scott McTominay ấn định chiến thắng.
Lá thăm may mắn giúp United được thi đấu trên sân nhà ở vòng 4 và gặp Burnley vào ngày 21 tháng 12 năm 2022. Christian Eriksen đã mở tỷ số trong hiệp một trước khi Rashford ghi bàn thứ hai sau khoảng thời gian giữa hiệp.
Ở vòng tứ kết, Manchester United được bốc thăm thi đấu trên sân nhà trước đội có thứ hạng thấp nhất còn lại trong giải đấu là Charlton Athletic. Trong lần gặp nhau đầu tiên của hai bên sau gần 16 năm, bàn thắng trong hiệp một của Antony sau đó là hai bàn thắng muộn trong năm phút của cầu thủ vào thay người Rashford đã đảm bảo cho United một suất vào bán kết. Trận đấu có màn ra mắt thi đấu của Kobbie Mainoo và Facundo Pellistri cho câu lạc bộ. Đây cũng là trận đầu tiên của thủ môn Tom Heatoncho câu lạc bộ.
Ở bán kết, United sẽ đối đầu với Nottingham Forest, đội mà họ đã đánh bại trong trận chung kết năm 1992 để có danh hiệu League Cup đầu tiên. Trong trận lượt đi diễn ra trên sân City Ground, Rashford đã mở tỷ số ở phút thứ sáu. Wout Weghorst sau đó đã ghi bàn ngay trước khi hiệp một kết thúc, bàn thắng đầu tiên của anh ấy cho câu lạc bộ. Fernandes kết thúc chiến thắng bằng một pha lập công khác. Trong trận lượt về, các bàn thắng của Anthony Martial và Fred đã mang về chiến thắng chung cuộc 5–0 và lọt vào trận chung kết với Newcastle United.
Trong trận chung kết tại Wembley, United đã đánh bại Newcastle bằng hai bàn thắng của Casemiro và Rashford qua đó lên ngôi vô địch cúp liên đoàn lần thứ sáu, đồng thời chấm dứt cơn khát danh hiệu kéo dài từ năm 2017.
| Ngày                 | Vòng đấu             | Đối thủ           | H / A | Kết quả F–A | Tỷ số                                                     | Số khán giả |
| -------------------- | -------------------- | ----------------- | ----- | ----------- | --------------------------------------------------------- | ----------- |
| 11 tháng 11 năm 2022 | Vòng 3               | Aston Villa       | H     | 4–2         | Martial 49', Rashford 67', Fernandes 78', McTominay 90+1' | 72,512      |
| 20 tháng 12 năm 2022 | Vòng 4               | Burnley           | H     | 2–0         | Eriksen 27', Rashford 57'                                 | 62,062      |
| 10 tháng 1 năm 2023  | Vòng tứ kết          | Charlton Athletic | H     | 3–0         | Antony 21', Rashford (2) 90', 90+4'                       | 74,345      |
| 25 tháng 1 năm 2023  | Vòng bán kết Lượt đi | Nottingham Forest | A     | 3–0         | Rashford 6', Weghorst 45', Fernandes 89'                  | 29,325      |
| 1 tháng 2 năm 2023   | Vòng bán kết Lượt về | Nottingham Forest | H     | 2–0         | Martial 73', Fred 76'                                     | 72,315      |
| 26 tháng 2 năm 2023  | Chung kết            | Newcastle United  | N     | 2-0         | Casemiro 33', Rashford 39'                                | 87,306      |

## Cúp FA
Với tư cách là một đội bóng chơi tại Premier League, Manchester United sẽ bước vào vòng 3 của Cúp FA 2022–23 vào tháng 1 năm 2023. Họ được bốc thăm trong trận mở màn của giải đấu gặp Everton và trận đấu diễn ra tại Old Trafford vào ngày 6 tháng 1 năm 2023. Antony mở tỷ số chỉ sau 4 phút thi đấu, Conor Coady gỡ hòa mười phút sau đó nhưng chính anh đá phản lưới nhà trong hiệp hai để United vượt lên dẫn trước. Sau đó, Marcus Rashford ghi bàn thứ ba từ chấm phạt đền.
Ở vòng thứ tư, họ đối đầu trên sân nhà với đại diện đến từ Championship là Reading. Casemiro ghi hai bàn trong năm phút, trước khi Fred ghi bàn thứ ba bằng một cú đánh gót. Amadou Salif Mbengue ghi bàn thắng an ủi cho đội khách ở phút 72.
Ở vòng năm, Manchester United được bốc thăm gặp West Ham United. Mặc dù bị Saïd Benrahma dẫn trước ở phút 54, bàn phản lưới nhà của Nayef Aguerd đã san bằng tỷ số ở phút 77, trước khi hai bàn thắng muộn của Alejandro Garnacho và Fred giúp đội chủ nhà tiến vào tứ kết gặp Fulham.
Ở vòng tứ kết, United bị đãn trước khi Aleksandar Mitrović ghi bàn cho Fulham ở phút 50, bàn thắng đầu tiên của anh tại FA Cup. Tuy nhiên một pha dùng tay chơi bóng của Willian ở vạch vôi đã dẫn đến 1 quả phạt đền trong hiệp hai, huấn luyện viên của Fulham Marco Silva đã cố gắng gây áp lực đến trọng tài nhằm phản đối quyết định, dẫn đến việc bị truất quyền chỉ đạo. Sau đó, trọng tài cho hưởng quả phạt đền và thẻ đỏ cho Willian vì từ chối một cơ hội ghi bàn rõ ràng. Ngay sau khi Willian nhận thẻ đỏ, Mitrović tức giận đã hành hung trọng tài Chris Kavanagh, khiến anh ta bị đuổi khỏi sân ngay lập tức. Bruno Fernandes gỡ hòa từ quả phạt đền. Hai phút sau, Marcel Sabitzer đánh gót ghi bàn thắng đầu tiên cho United sau đường chuyền của Luke Shaw. Fernandes đã giành được chiến thắng ngay trước khi tiếng còi chung cuộc vang lên, với sự hỗ trợ của Fred, khi họ giành được chiến thắng thứ tư liên tiếp 3–1 cúp quốc gia và kỷ lục vào bán kết FA Cup lần thứ 31.
Ở bán kết, United bị cầm hòa trước Brighton & Hove Albion, đội mà họ đã đánh bại trong trận chung kết Cúp FA 1983, trận đấu kết thúc không bàn thắng sau hiệp phụ. Cả hai đội đều thực hiện sáu quả phạt đền đầu tiên thành công; tuy vậy ở loạt sút thứ bảy Solly March đã đá hỏng phạt đền trước khi Victor Lindelöf thực hiện thành công lượt sút của mình để đưa United vào trận chung kết FA Cup lần thứ 21, trận đầu tiên kể từ năm 2018 và là trận chung kết FA Cup đầu tiên có trận Derby Manchester.
Trận chung kết giúp United có cơ hội ngăn cản gã hàng xóm City trở thành đội bóng Anh thứ hai giành cú ăn ba, sau khi United tự mình làm được điều đó vào năm 1999. İlkay Gündoğan ghi bàn thắng chỉ sau 13 giây, bàn thắng nhanh nhất cho đến nay tại FA Trận chung kết cúp quốc gia, trước khi Fernandes gỡ hòa từ chấm phạt đền ngay sau nửa giờ. Gündoğan lại ghi bàn trong hiệp hai để mang về cho Man City danh hiệu FA Cup thứ bảy. Đây là trận thua thứ chín của United trong trận chung kết FA Cup và thứ hai liên tiếp sau trận thua Chelsea vào năm 2018.
| Ngày                | Vòng      | Đối thủ                | H / A | Kết quả F–A | Cầu thủ ghi bàn                                    | Số khán giả |
| ------------------- | --------- | ---------------------- | ----- | ----------- | -------------------------------------------------- | ----------- |
| 6 tháng 1 năm 2023  | Vòng 3    | Everton                | H     | 3–1         | Antony 4', Coady 52' (o.g.), Rashford 90+7' (pen.) | 72,306      |
| 28 tháng 1 năm 2023 | Vòng 4    | Reading                | H     | 3–1         | Casemiro (2) 54', 58', Fred 66'                    | 73,460      |
| 1 tháng 3 năm 2023  | Vòng 5    | West Ham United        | H     | 3-1         | Aguerd 77' (l.n), Garnacho 90', Fred 90+5'         | 72,571      |
| 19 tháng 3 năm 2023 | Tứ kết    | Fulham                 | H     | 3-1         | Fernandes (2) 75' (pen.), 90+6', Sabitzer 77'      | 73.511      |
| 23 tháng 4 năm 2023 | Bán kết   | Brighton & Hove Albion | N     | 0-0         |                                                    | 81,455      |
| 3 tháng 6 năm 2023  | Chung kết | Manchester City        | N     | 1-2         | Fernandes 33' (pen.)                               | 83,179      |

## UEFA Europa League
Đứng thứ sáu tại Premier League 2021–22, United đã đủ điều kiện tham dự UEFA Europa League 2022–23. Họ sẽ bước vào trận đấu ở vòng bảng, được bốc thăm vào ngày 26 tháng 8 năm 2022, với United trong Pot 1 cùng với A.S. Roma, Arsenal, Lazio, Braga, Sao Đỏ Beograd, Dynamo Kyiv và Olympiacos. Họ được xếp vào bảng E với Real Sociedad, Sheriff Tiraspol và AC Omonia. Lần cuối họ gặp Real Sociedad là ở Vòng 32 UEFA Europa League 2020–21, họ thắng 4–0 trên sân khách và hòa 0–0 trên sân nhà. Họ cũng gặp nhau ở vòng bảng UEFA Champions League 2013–14, khi Man United hòa 0–0 trên sân khách và thắng 1–0 trên sân nhà. Các cuộc gặp với Sheriff và Omonia sẽ là lần đầu tiên United đối đầu với các đội từ Moldova và Síp. Vòng bảng sẽ bắt đầu vào ngày 8 tháng 9 và kết thúc vào ngày 3 tháng 11 năm 2022. Man United lọt vào vòng play-off đấu loại trực tiếp khi đứng nhì bảng E. 
| Ngày                 | Đối thủ          | H / A | Kết quả F–A | Tỷ số                                | Số khán giả | Bảng đấu Vị trí xếp hạng |
| -------------------- | ---------------- | ----- | ----------- | ------------------------------------ | ----------- | ------------------------ |
| 8 tháng 9 năm 2022   | Real Sociedad    | H     | 0–1         |                                      | 74,310      | 3                        |
| 15 tháng 9 năm 2022  | Sheriff Tiraspol | A     | 2–0         | Sancho 17', Ronaldo 39' (pen.)       | 8,734       | 2                        |
| 6 tháng 10 năm 2022  | Omonia           | A     | 3–2         | Rashford 53', 84', Martial 63'       | 20,011      | 2                        |
| 13 tháng 10 năm 2022 | Omonia           | H     | 1–0         | McTominay 90+3'                      | 74,310      | 2                        |
| 28 tháng 10 năm 2022 | Sheriff Tiraspol | H     | 3–0         | Dalot 44', Rashford 65', Ronaldo 81' | 73,764      | 2                        |
| 3 tháng 11 năm 2022  | Real Sociedad    | A     | 1–0         | Garnacho 17'                         | 36,744      | 2                        |

| VT | Đội               | ST | T | H | B | BT | BB | HS | Đ  | Giành quyền tham dự                          |  | RSO | MUN | SHE | OMO |
| -- | ----------------- | -- | - | - | - | -- | -- | -- | -- | -------------------------------------------- |  | --- | --- | --- | --- |
| 1  | Real Sociedad     | 6  | 5 | 0 | 1 | 10 | 2  | +8 | 15 | Đi tiếp vào vòng 16 đội                      |  | —   | 0–1 | 3–0 | 2–1 |
| 2  | Manchester United | 6  | 5 | 0 | 1 | 10 | 3  | +7 | 15 | Đi tiếp vào vòng play-off đấu loại trực tiếp |  | 0–1 | —   | 3–0 | 1–0 |
| 3  | Sheriff Tiraspol  | 6  | 2 | 0 | 4 | 4  | 10 | −6 | 6  | Chuyển qua Europa Conference League          |  | 0–2 | 0–2 | —   | 1–0 |
| 4  | Omonia            | 6  | 0 | 0 | 6 | 3  | 12 | −9 | 0  |                                              |  | 0–2 | 2–3 | 0–3 | —   |

1. 1 2  Bằng kết quả đối đầu. Hiệu số bàn thắng thua tổng thể được sử dụng làm tiêu chí xếp hạng.

### Vòng knock out
| Ngày                | Vòng                | Đối thủ    | Sân nhà/khách | TỈ số | Cầu thủ ghi bàn                                      | Số lượng khán giả |
| ------------------- | ------------------- | ---------- | ------------- | ----- | ---------------------------------------------------- | ----------------- |
| 16 tháng 2 năm 2023 | Vòng 32 lượt đi     | Barcelona  | A             | 2–2   | Rashford 52', Koundé 59' (o.g.)                      | 90,225            |
| 23 tháng 2 năm 2023 | Vòng 32 đội lượt về | Barcelona  | H             | 2–1   | Fred 47', Antony 73'                                 | 73,021            |
| 9 tháng 3 năm 2023  | Vòng 16 đội lượt đi | Real Betis | H             | 4–1   | Rashford 6', Antony 52', Fernandes 58', Weghorst 82' | 72,998            |
| 16 tháng 3 năm 2023 | Vòng 16 lượt về     | Real Betis | A             | 1–0   | Rashford 56'                                         | 54,643            |
| 13 tháng 4 năm 2023 | Tứ kết lượt đi      | Sevilla    | H             | 2–2   | Sabitzer (2) 14', 21'                                | 72,825            |
| 20 tháng 4 năm 2023 | Tứ kết lượt về      | Sevilla    | A             | 0–3   |                                                      | 41,974            |

## Thống kê đội hình
Tính đến ngày 14 tháng 11 năm 2022.
| Số áo         | Vị trí        | Tên                | Quốc gia | Quốc gia     | FA Cup  | FA Cup       | EFL Cup | EFL Cup      | Châu lục | Châu lục     | Tổng cộng | Tổng cộng    | Thẻ phạt | Thẻ phạt |
| Số áo         | Vị trí        | Tên                | Số trận  | Số bàn thắng | Số trận | Số bàn thắng | Số trận | Số bàn thắng | Số trận  | Số bàn thắng | Số trận   | Số bàn thắng |          |          |
| ------------- | ------------- | ------------------ | -------- | ------------ | ------- | ------------ | ------- | ------------ | -------- | ------------ | --------- | ------------ | -------- | -------- |
| 1             | TM            | David de Gea       | 38       | 0            | 6       | 0            | 2       | 0            | 12       | 0            | 58        | 0            | 2        | 0        |
| 2             | HV            | Victor Lindelöf    | 14(6)    | 0            | 4       | 0            | 3(1)    | 0            | 6(1)     | 0            | 27(8)     | 0            | 2        | 0        |
| 3             | HV            | Eric Bailly        | 0        | 0            | 0       | 0            | 0       | 0            | 0        | 0            | 0         | 0            | 0        | 0        |
| 4             | HV            | Phil Jones         | 0        | 0            | 0       | 0            | 0       | 0            | 0        | 0            | 0         | 0            | 0        | 0        |
| 5             | HV            | Harry Maguire (c)  | 8(8)     | 0            | 3(1)    | 0            | 2(2)    | 0            | 3(4)     | 0            | 16(15)    | 0            | 9        | 0        |
| 6             | HV            | Lisandro Martínez  | 24(3)    | 1            | 1(2)    | 0            | 4(1)    | 0            | 9(1)     | 0            | 38(7)     | 1            | 10       | 0        |
| 7             | TĐ            | Cristiano Ronaldo  | 4(6)     | 1            | 0       | 0            | 0       | 0            | 6        | 2            | 10(6)     | 3            | 3        | 0        |
| 8             | TV            | Bruno Fernandes    | 37       | 8            | 6       | 3            | 5       | 2            | 10(1)    | 1            | 58(1)     | 14           | 12       | 0        |
| 9             | TĐ            | Anthony Martial    | 11(10)   | 6            | 2       | 0            | 2(1)    | 2            | 2(1)     | 1            | 17(12)    | 9            | 0        | 0        |
| 10            | TĐ            | Marcus Rashford    | 32(3)    | 17           | 5(1)    | 1            | 4(2)    | 6            | 5(4)     | 6            | 46(10)    | 30           | 3        | 0        |
| 11            | TĐ            | Mason Greenwood    | 0        | 0            | 0       | 0            | 0       | 0            | 0        | 0            | 0         | 0            | 0        | 0        |
| 12            | HV            | Tyrell Malacia     | 14(8)    | 0            | 3(1)    | 0            | 4       | 0            | 8(1)     | 0            | 29(10)    | 0            | 9        | 0        |
| 14            | TV            | Christian Eriksen  | 25(3)    | 1            | 4       | 0            | 2(2)    | 1            | 6(2)     | 0            | 37(7)     | 2            | 4        | 0        |
| 15            | TV            | Marcel Sabitzer    | 7(4)     | 0            | 2(1)    | 1            | 0(1)    | 0            | 2(1)     | 2            | 11(7)     | 3            | 1        | 0        |
| 16            | TĐ            | Amad Diallo        | 0        | 0            | 0       | 0            | 0       | 0            | 0        | 0            | 0         | 0            | 0        | 0        |
| 17            | TV            | Fred               | 12(23)   | 2            | 1(5)    | 2            | 4(2)    | 1            | 6(3)     | 1            | 23(33)    | 6            | 10       | 0        |
| 18            | TV            | Casemiro           | 24(4)    | 4            | 4(1)    | 2            | 4(2)    | 1            | 11(1)    | 0            | 43(8)     | 7            | 13       | 2        |
| 19            | HV            | Raphaël Varane     | 22(2)    | 0            | 2(1)    | 0            | 2       | 0            | 5        | 0            | 31(3)     | 0            | 3        | 0        |
| 20            | HV            | Diogo Dalot        | 24(2)    | 1            | 3       | 0            | 3       | 0            | 8(2)     | 1            | 38(4)     | 2            | 8        | 0        |
| 21            | TĐ            | Antony             | 23(2)    | 4            | 4(1)    | 1            | 4(1)    | 1            | 8(1)     | 2            | 39(5)     | 8            | 8        | 0        |
| 22            | TM            | Tom Heaton         | 0        | 0            | 0       | 0            | 2       | 0            | 0        | 0            | 2         | 0            | 0        | 0        |
| 23            | HV            | Luke Shaw          | 30(1)    | 1            | 4       | 0            | 2(1)    | 0            | 4(5)     | 0            | 40(7)     | 1            | 12       | 0        |
| 25            | TĐ            | Jadon Sancho       | 21(5)    | 6            | 2(1)    | 0            | 0(2)    | 0            | 6(4)     | 1            | 29(12)    | 7            | 0        | 0        |
| 27            | TĐ            | Wout Weghorst      | 10(7)    | 0            | 3(2)    | 0            | 3       | 1            | 4(2)     | 1            | 20(11)    | 2            | 2        | 0        |
| 28            | TV            | Facundo Pellistri  | 0(4)     | 0            | 0(1)    | 0            | 0(2)    | 0            | 1(2)     | 0            | 1(9)      | 0            | 3        | 0        |
| 29            | TM            | Aaron Wan-Bissaka  | 16(3)    | 0            | 4       | 0            | 3(2)    | 0            | 5(1)     | 0            | 28(6)     | 0            | 3        | 0        |
| 30            | TM            | Nathan Bishop      | 0        | 0            | 0       | 0            | 0       | 0            | 0        | 0            | 0         | 0            | 0        | 0        |
| 31            | TM            | Martin Dúbravka    | 0        | 0            | 0       | 0            | 2       | 0            | 0        | 0            | 2         | 0            | 0        | 0        |
| 31            | TM            | Jack Butland       | 0        | 0            | 0       | 0            | 0       | 0            | 0        | 0            | 0         | 0            | 0        | 0        |
| 33            | HV            | Brandon Williams   | 0        | 0            | 0       | 0            | 0(1)    | 0            | 0        | 0            | 0(1)      | 0            | 0        | 0        |
| 34            | TV            | Donny van de Beek  | 2(5)     | 0            | 0       | 0            | 1       | 0            | 1(1)     | 0            | 4(6)      | 0            | 0        | 0        |
| 36            | TĐ            | Anthony Elanga     | 5(11)    | 0            | 0(1)    | 0            | 1(3)    | 0            | 1(4)     | 0            | 7(19)     | 0            | 0        | 0        |
| 38            | HV            | Axel Tuanzebe      | 0        | 0            | 0       | 0            | 0       | 0            | 0        | 0            | 0         | 0            | 0        | 0        |
| 39            | TV            | Scott McTominay    | 10(14)   | 1            | 2(2)    | 0            | 3(1)    | 1            | 1(6)     | 1            | 16(23)    | 3            | 10       | 0        |
| 43            | HV            | Teden Mengi        | 0        | 0            | 0       | 0            | 0       | 0            | 0        | 0            | 0         | 0            | 0        | 0        |
| 46            | TV            | Hannibal Mejbri    | 0        | 0            | 0       | 0            | 0       | 0            | 0        | 0            | 0         | 0            | 0        | 0        |
| 47            | TĐ            | Shola Shoretire    | 0        | 0            | 0       | 0            | 0       | 0            | 0        | 0            | 0         | 0            | 0        | 0        |
| 49            | TĐ            | Alejandro Garnacho | 5(14)    | 3            | 1(3)    | 1            | 3(2)    | 0            | 2(4)     | 1            | 11(23)    | 5            | 4        | 0        |
| 50            | TM            | Radek Vitek        | 0        | 0            | 0       | 0            | 0       | 0            | 0        | 0            | 0         | 0            | 0        | 0        |
| 55            | TV            | Zidane Iqbal       | 0        | 0            | 0       | 0            | 0       | 0            | 0        | 0            | 0         | 0            | 0        | 0        |
| 56            | TĐ            | Charlie McNeill    | 0        | 0            | 0       | 0            | 0       | 0            | 0(1)     | 0            | 0(1)      | 0            | 0        | 0        |
| 63            | HV            | Marc Jurado        | 0        | 0            | 0       | 0            | 0       | 0            | 0        | 0            | 0         | 0            | 0        | 0        |
| 66            | HV            | Rhys Bennett       | 0        | 0            | 0       | 0            | 0       | 0            | 0        | 0            | 0         | 0            | 0        | 0        |
| 73            | TV            | Kobbie Mainoo      | 0(1)     | 0            | 0(1)    | 0            | 1       | 0            | 0        | 0            | 1(2)      | 0            | 0        | 0        |
| 80            | HV            | Tyler Fredricson   | 0        | 0            | 0       | 0            | 0       | 0            | 0        | 0            | 0         | 0            | 0        | 0        |
| Phản lưới nhà | Phản lưới nhà | Phản lưới nhà      | —        | 2            | —       | 2            | —       | 0            | —        | 1            | —         | 5            | N/A      | N/A      |

1. 1 2  Martin Dúbravka wore number 31 until 1 January 2023 when he was recalled from loan by Newcastle United. Jack Butland subsequently replaced him as number 31 on 6 January 2023.[27]

## Chuyển nhượng

### Chuyển đến
| Ngày                | Vị trí | Tên               | Từ          | Phí           | Ref.   |
| ------------------- | ------ | ----------------- | ----------- | ------------- | ------ |
| 5 tháng 7 năm 2022  | HV     | Tyrell Malacia    | Feyenoord   | Không tiết lộ | [ 29 ] |
| 15 tháng 7 năm 2022 | TV     | Christian Eriksen | Tự do       | Tự do         | [ 30 ] |
| 27 tháng 7 năm 2022 | HV     | Lisandro Martínez | Ajax        | £57M          | [ 32 ] |
| 22 tháng 8 năm 2022 | TV     | Casemiro          | Real Madrid | £70M          | [ 34 ] |
| 1 tháng 9 năm 2022  | TĐ     | Antony            | Ajax        | £86.3M        | [ 36 ] |
| 2 tháng 8 năm 2022  | MF     | Tom Huddlestone   | Tự do       | Tự do         | [ 37 ] |

### Rời đi
| Ngày                 | Vị trí | Tên               | Đến               | Phí               | Ref.                 |
| -------------------- | ------ | ----------------- | ----------------- | ----------------- | -------------------- |
| 30 tháng 6 năm 2022  | GK     | Lee Grant         | Giải nghệ         | Giải nghệ         | [ 38 ] [ 39 ]        |
| 30 tháng 6 năm 2022  | DF     | Paul McShane      | Giải nghệ         | Giải nghệ         | [ 38 ] [ 40 ]        |
| 30 tháng 6 năm 2022  | FW     | Edinson Cavani    | Chấm dứt hợp đồng | Chấm dứt hợp đồng | [ 38 ] [ 41 ]        |
| 30 tháng 6 năm 2022  | DF     | Reece Devine      | Swindon Town      | Tự do             | [ 38 ] [ 42 ]        |
| 30 tháng 6 năm 2022  | MF     | Jesse Lingard     | Chấm dứt hợp đồng | Chấm dứt hợp đồng | [ 38 ] [ 44 ]        |
| 30 tháng 6 năm 2022  | MF     | Juan Mata         | Chấm dứt hợp đồng | Chấm dứt hợp đồng | [ 38 ] [ 45 ]        |
| 30 tháng 6 năm 2022  | MF     | Nemanja Matić     | Roma              | Tự do             | [ 38 ] [ 46 ] [ 47 ] |
| 30 tháng 6 năm 2022  | FW     | D'Mani Mellor     | Wycombe Wanderers | Tự do             | [ 38 ] [ 48 ] [ 49 ] |
| 30 tháng 6 năm 2022  | MF     | Paul Pogba        | Chấm dứt hợp đồng | Chấm dứt hợp đồng | [ 38 ] [ 51 ]        |
| 30 tháng 6 năm 2022  | MF     | Connor Stanley    | Bolton Wanderers  | Tự do             | [ 38 ] [ 52 ]        |
| 7 tháng 7 năm 2022   | MF     | Martin Šviderský  | Almería           | Không tiết lộ     | [ 53 ]               |
| 8 tháng 7 năm 2022   | MF     | Dylan Levitt      | Dundee United     | Không tiết lộ     | [ 54 ]               |
| 11 tháng 7 năm 2022  | MF     | Andreas Pereira   | Fulham            | Không tiết lộ     | [ 56 ]               |
| 1 tháng 9 năm 2022   | FW     | Tahith Chong      | Birmingham City   | Không tiết lộ     | [ 57 ]               |
| 1 tháng 9 năm 2022   | MF     | James Garner      | Everton           | Không tiết lộ     | [ 58 ]               |
| 23 tháng 11 năm 2022 | FW     | Cristiano Ronaldo | Chấm dứt hợp đồng | Chấm dứt hợp đồng | [ 59 ]               |

### Mượn
| Ngày kí phát        | Ngày kết thúc       | Vị trí | Tên             | Từ               | Ref.   |
| ------------------- | ------------------- | ------ | --------------- | ---------------- | ------ |
| 1 tháng 9 năm 2022  | 1 tháng 1 năm 2023  | GK     | Martin Dúbravka | Newcastle United | [ 61 ] |
| 6 tháng 1 năm 2023  | 30 tháng 6 năm 2023 | GK     | Jack Butland    | Crystal Palace   | [ 62 ] |
| 13 tháng 1 năm 2023 | 30 tháng 6 năm 2023 | FW     | Wout Weghorst   | Burnley          | [ 63 ] |
| 1 tháng 1 năm 2023  | 30 tháng 6 năm 2023 | MF     | Marcel Sabitzer | Bayern Munich    | [ 64 ] |

### Cho mượn
| Ngày đi             | Ngày về            | Vị trí | Tên              | Đến                 | Ref.   |
| ------------------- | ------------------ | ------ | ---------------- | ------------------- | ------ |
| 2 tháng 7 năm 2022  | Kết thúc mùa giải  | GK     | Dean Henderson   | Nottingham Forest   | [ 65 ] |
| 26 tháng 7 năm 2022 | Kết thúc mùa giải  | DF     | Álvaro Fernández | Preston North End   | [ 66 ] |
| 4 tháng 8 năm 2022  | Kết thúc mùa giải  | DF     | Alex Telles      | Sevilla             | [ 67 ] |
| 15 tháng 8 năm 2022 | Kết thúc mùa giải  | DF     | Ethan Laird      | Queens Park Rangers | [ 68 ] |
| 16 tháng 8 năm 2022 | 1 tháng 1 năm 2023 | GK     | Dermot Mee       | Altrincham          | [ 69 ] |
| 24 tháng 8 năm 2022 | Kết thúc mùa giải  | DF     | Eric Bailly      | Marseille           | [ 70 ] |
| 30 tháng 8 năm 2022 | Kết thúc mùa giải  | MF     | Hannibal Mejbri  | Birmingham City     | [ 71 ] |
| 1 tháng 9 năm 2022  | Kết thúc mùa giải  | MF     | Amad Diallo      | Sunderland          | [ 72 ] |
| 1 tháng 9 năm 2022  | Kết thúc mùa giải  | DF     | Will Fish        | Hibernian           | [ 73 ] |
| 1 tháng 9 năm 2022  | Kết thúc mùa giải  | MF     | Ethan Galbraith  | Salford City        | [ 74 ] |
| 2 tháng 9 năm 2022  | Kết thúc mùa giải  | DF     | Charlie Wellens  | Oldham Athletic     | [ 75 ] |
| 9 tháng 9 năm 2022  | Kết thúc mùa giải  | GK     | Matěj Kovář      | Sparta Prague       | [ 76 ] |
| 19 tháng 1 năm 2023 | Kết thúc mùa giải  | FW     | Shola Shoretire  | Bolton Wanderers    | [ 77 ] |
| 27 tháng 1 năm 2023 | Kết thúc mùa giải  | MF     | Charlie Savage   | Forest Green Rovers | [ 78 ] |
| 30 tháng 1 năm 2023 | Kết thúc mùa giải  | GK     | Ondřej Mastný    | Portadown           | [ 79 ] |
| 31 tháng 1 năm 2023 | Kết thúc mùa giải  | DF     | Di'Shon Bernard  | Portsmouth          | [ 80 ] |
| 31 tháng 1 năm 2023 | Kết thúc mùa giải  | FW     | Charlie McNeill  | Newport County      | [ 81 ] |
| 1 tháng 1 năm 2023  | Kết thúc mùa giải  | DF     | Axel Tuanzebe    | Stoke City          | [ 82 ] |
| 1 tháng 1 năm 2023  | Kết thúc mùa giải  | DF     | Maxi Oyedele     | Altrincham          | [ 83 ] |
| 1 tháng 1 năm 2023  | Kết thúc mùa giải  | DF     | Sonny Aljofree   | Altrincham          | [ 83 ] |
| 1 tháng 1 năm 2023  | Kết thúc mùa giải  | FW     | Joe Hugill       | Altrincham          | [ 83 ] |